# Skagern
Skagern är en insjö på gränsen mellan Närke, Värmland och Västergötland, delvis belägen i Tiveden, och ingår i Göta älvs huvudavrinningsområde. Den är belägen 69 meter över havet och 25 meter över Vänern. Dess areal är 132 kvadratkilometer, varav i Västra Götalands län 69, i Värmlands län 39 och i Örebro län 23. Det gör Skagern till Sveriges nittonde största sjö. Sjön, som från norr till söder har en längd av omkring 20 kilometer och vars bredd i allmänhet uppgår till nära 10 kilometer, upptar från norr Svartälven eller Letälven och från söder flera från Tiveden kommande åar. Genom Gullspångsälven förs dess vatten västerut till Vänern. Omgivningarna är i allmänhet bergiga och skogklädda. Tiveden har tre stora sjöar: Viken, Unden och Skagern.
Redan under Gustav Vasas tid fanns en lastageplats vid Refsten vid Skagerns norra strand, varifrån osmundsjärn skeppades över Skagern till sjöns södra del varifrån det transporterades vidare ned till Vänern. Sedan Skagersholms bruk anlagts på 1600-talet skeppades stångjärn över Skagern ned till Årås varefter det lastades över till vänerskutor. Det har även flottats timmer över Skagern och vidare ned i Gullspångsälven. I slutet av 1800-talet gick ångbåten Skagern i trafik på sjön. Den gjorde mestadels lustfärder. Sedan Laxå bruk 1901 låtit anlägga en smalspårig järnväg mellan Finnerödja station vid Västra stambanan och Skagersholms lastbrygga sattes ångbåten Viktoria i trafik på sjön för att transportera timmer och andra varor åt Laxå bruk.
1916 fick elkraftbolaget Gullspång-Munkfors, mot strandägarnas protester, genom kung Gustaf V:s dom tillåtelse att reglera sjön, varigenom kraftmängden ökades med omkring 3 500 hästkrafter. Regleringshöjden blev omkring 1,6 meter, motsvarande en vattenmassa av 200 miljoner kubikmeter. Regleringen torde vara dåtidens största som för vattenkraftsändamål förekommit i Sverige.
Namnets äldsta kända form är Scaður från början av 1300-talet. Detta tros komma av ett ord med betydelsen "välla fram". Stavningen med g dyker först upp på 1600-talet.

## Fisk
Skagerns fiskevårdsområdesförening anger att följande fiskarter förekommer i Skagern.
| - Abborre - Björkna - Braxen - Elritsa - Gädda - Gärs - Gös - Id - Lake - Lax | - Löja - Mört - Nejonöga - Nors - Röding - Sarv - Sik - Siklöja - Stensimpa - Stäm | - Sutare - Ål - Öring |

## Delavrinningsområde
Skagern ingår i delavrinningsområde (654054-140286) som SMHI kallar för Utloppet av Skagern. Delavrinningsområdets medelhöjd är 83 meter över havet och ytan är 302,31 kvadratkilometer. Räknas de 345 delavrinningsområdena uppströms in blir den ackumulerade arean 5 026,15 kvadratkilometer. Gullspångsälven (Liälven) som avvattnar delavrinningsområdets har biflödesordning 2, vilket innebär vattnet flödar genom totalt 2 vattendrag innan det når havet efter 230 kilometer. Delavrinningsområdet består mestadels av skog (32 procent) och jordbruk (12 procent). Avrinningsområdet har 132,29 kvadratkilometer vattenytor vilket ger det en sjöprocent på 43,7 procent.